# Średnia Wieś (Nysa)

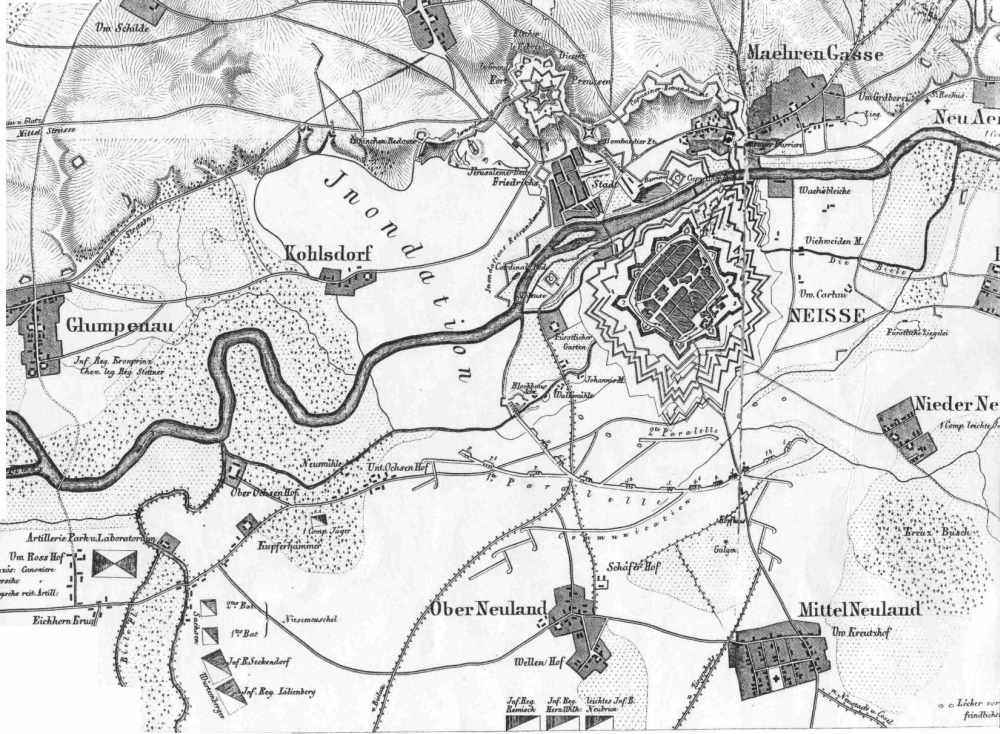
Plan von Neisse und Umgebung von 1807 (unten Mittel Neuland)

Średnia Wieś (deutsch: Mittel Neuland, auch Mittel-Neuland) ist ein Stadtteil der kreisfreien Stadt Nysa (Neisse) in der Woiwodschaft Opole (Oppeln) in Polen.

## Geographie
Średnia Wieś liegt ca. drei Kilometer südöstlich der Stadtmitte von Nysa in der Nizina Śląska (Schlesische Tiefebene). Östlich fließt die Kamienica (Kamitz).
Nachbarorte von Średnia Wieś sind im Norden Dolna Wieś (Nieder Neuland) und im Westen Górna Wieś (Ober Neuland).

## Geschichte

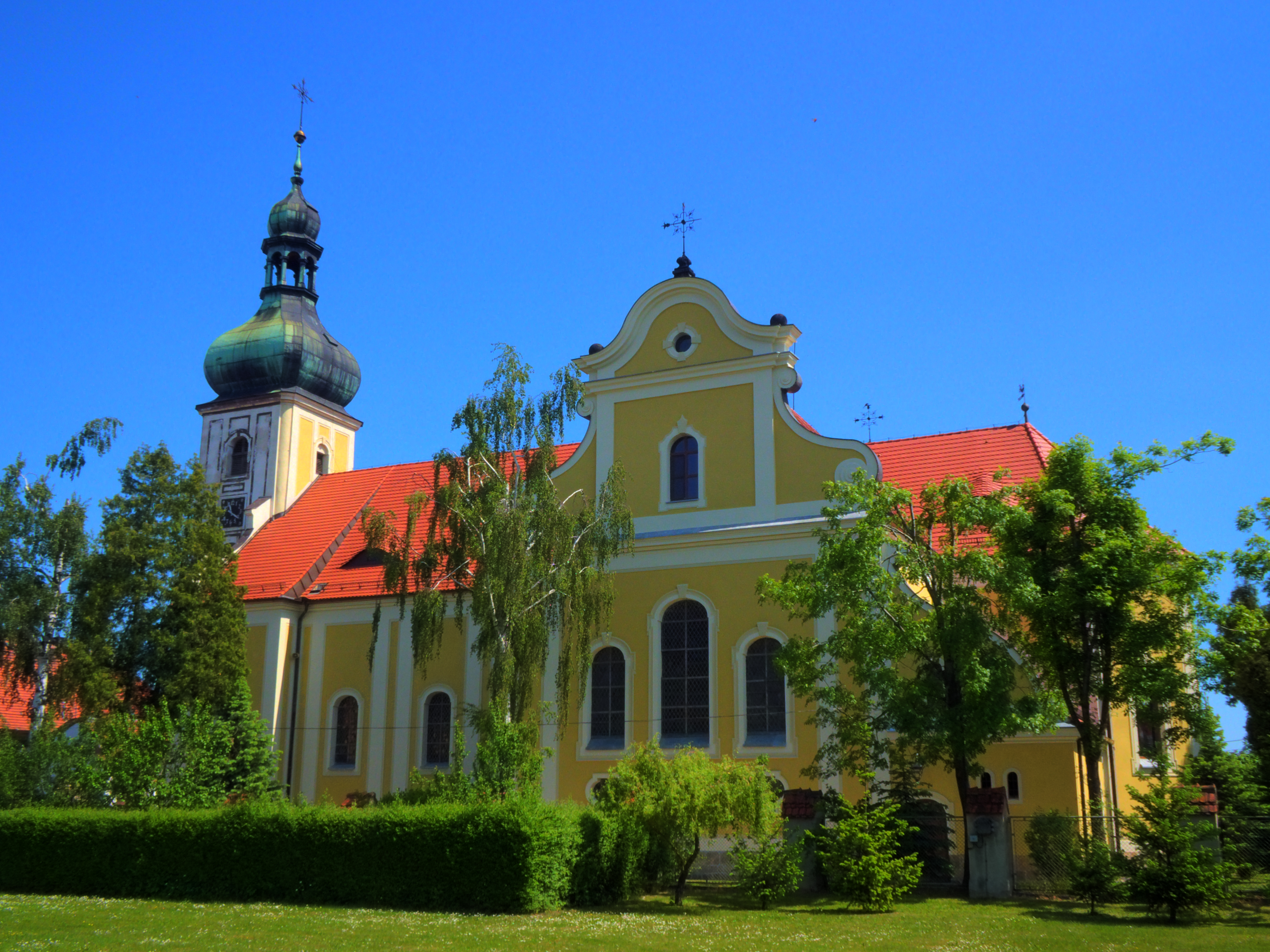
Johannes-der-Täufer-Kirche

„Neulaende“ wurde im Jahre 1509 erstmals erwähnt. 1770 wurde die katholische Johanneskirche errichtet.
Nach der Neuorganisation der Provinz Schlesien gehörte die Landgemeinde Mittel Neuland ab 1816 zum Landkreis Neisse, mit dem es bis 1945 verbunden blieb. 1845 bestand Neuland aus 63 Häusern; die Einwohnerzahl betrug 711, davon 17 evangelisch. 1865 zählte Neuland 887 Einwohner, eine Schule, eine katholische Kirche, 64 Gärtner- und 53 Häuslerstellen, und eine Öl- und Stärkefabrik. 1874 wurde der Amtsbezirk Neuland gebildet, die Landgemeinden Altstadt-Neuland, Carlshof, Conradsdorf, Kupferhammer, Mittel Neuland, Pfarrtheilig Neuland und Wellenhof sowie die Gutsbezirke Carlshof, Mittel Neuland, Schäferei und Wellenhof und Wellenhof-Colonie eingegliedert wurden.
1910 wurde Mittel Neuland in die Stadt Neisse eingemeindet.

## Sehenswürdigkeiten
- Die römisch-katholische Johannes-der-Täufer-Kirche (Kościół św. Jana Chrzciciela i św. Mikołaja) wurde 1770 im Stil des Barock errichtet. 1967 wurde sie unter Denkmalschutz gestellt.[6]
- Klassizistisches Pfarrhaus
- Statue es böhmischen Landesheiligen Johannes Nepomuk

## Söhne und Töchter des Ortes
- Arnold Berliner (1862–1942), deutscher Physiker